# 昆斯伯里
昆斯伯里（Queensbury）是英格蘭倫敦西北部的一個地區，位於哈羅倫敦自治市的南部，此外有部分地區位於布倫特倫敦自治市。昆斯伯里的主要中心是昆斯伯里站。2011年時，這裡人口的42%是印度教徒。